# Podhorodyszcze (gmina)
Podhorodyszcze – dawna gmina wiejska w powiecie bóbreckim województwa lwowskiego II Rzeczypospolitej (1934–1939), a także jednostka podziału administracyjnego Generalnego Gubernatorstwa w latach 1941–1944, wchodząca w skład dystryktu galicyjskiego. Siedzibą gminy było Podhorodyszcze.
Gminę utworzono 1 sierpnia 1934 r. w ramach reformy na podstawie ustawy scaleniowej z dotychczasowych gmin wiejskich: Dźwinogród, Horodysławice, Hryniów, Kocurów, Mikołajów, Podhorodyszcze, Podjarków, Podsosnów, Romanów i Siedliska.
W skład gminy wchodziło 10 gromad:
- Dźwinogród – obejmowała miejscowości Dźwinogród, Czerniejów, Tatałówka, Żuków
- Horodysławice – obejmowała miejscowość Horodysławice
- Hryniów – obejmowała miejscowości Hryniów, Buda pod Mełewom, Buda w Kułakowcu, Buda w Mostyszczu, Na Horach, Sochaniw Młyn, Zalesie
- Kocurów – obejmowała miejscowość Kocurów
- Mikołajów – obejmowała miejscowości Mikołajów, Rudka
- Podhorodyszcze – obejmowała miejscowość Podhorodyszcze, Moczary, Monastyr, Pańczyna, W Pysku
- Podjarków – obejmowała miejscowość Podjarków
- Podsosnów – obejmowała miejscowości Podsosnów, Mikołajów ad Gaje
- Romanów – obejmowała miejscowość Romanów, Czartorysko, Kliszczowa, Łysa Góra, Podciemne, Radowskie
- Siedliska – obejmowała miejscowości Siedliska, Bogajówka[5].

W latach 1939–1941 zniesiona, będąc okupowana przez ZSRR, gdzie nie funkcjonowały gminy zbiorowe (vide rejon bóbrecki).
W 1941 roku reaktywowana na skutek wojny niemiecko-radzieckiej, po zajęciu obszaru przez władze hitlerowskie. Weszła w skład Landkreis Lemberg (dystrykt Galicja, Generalne Gubernatorstwo). Zwiększono ją wtedy o gromadę Wodniki, należącą przed wojną do gminy Stare Sioło. Ludność gminy w 1943 roku wynosiła 11.386.
| Gmina w Landkreis Lemberg | Miejscowości / gromady                                                                                            | Gmina (II RP)  | Powiat (II RP) | Rejon w ZSRR (1939–1941) |
| ------------------------- | --- | -------------- | -------------- | ------------------------ |
| Podhorodyszcze            | Dźwinogród, Horodysławice, Hryniów, Kocurów, Mikołajów, Podhorodyszcze, Podjarków, Podsosnów, Romanów i Siedliska | Podhorodyszcze | bóbrecki       | bóbrecki                 |
| Podhorodyszcze            | Wodniki | Stare Sioło    | bóbrecki       | bóbrecki                 |

Po II wojnie światowej (1944) obszar gminy został włączony do Ukraińskiej SRR.